# Dýrhundstindur
Dýrhundstindur är en bergstopp i republiken Island. Den ligger i regionen Austurland, 400 km öster om huvudstaden Reykjavík. Toppen på Dýrhundstindur är 1 111 meter över havet.
Trakten runt Dýrhundstindur är nära nog obefolkad, med mindre än två invånare per kvadratkilometer. Det finns inga samhällen i närheten. Trakten runt Dýrhundstindur består i huvudsak av gräsmarker.